# Premio Earthshot
El Premio Earthshot (en inglés, Earthshot Prize) es un premio otorgado a cinco ganadores cada año en reconocimiento a sus contribuciones al ambientalismo. El premio, que se otorgó por primera vez en 2021 y está previsto que se otorgue anualmente hasta 2030, es concedido por The Royal Foundation, una organización benéfica con sede en Londres, Inglaterra, que apoya el trabajo del duque y la duquesa de Cambridge. Cada ganador recibe una subvención de £1 millón para continuar con su trabajo medioambiental. El premio se distribuye en cinco diferentes categorías respaldadas por los Objetivos de Desarrollo Sostenible de las Naciones Unidas: 'proteger y restaurar la naturaleza', 'limpiar el aire', 'revivir los océanos', 'crear un mundo sin desperdicios', y 'reparar el clima'.
Fue lanzado por el príncipe Guillermo, duque de Cambridge, y el científico británico David Attenborough, con el apoyo de una amplia gama de personas y organizaciones dedicadas a la acción climática. Los ganadores son seleccionados por el Consejo del Premio Earthshot, un equipo global que abarca seis continentes, y que incluye a Guillermo y Attenborough.

## Historia
El 31 de diciembre de 2019, después de dos años de investigación, el príncipe Guillermo, duque de Cambridge, anunció el lanzamiento del Premio Earthshot, un premio que se otorgaría entre 2021 y 2030 a cinco personas u organizaciones que presenten soluciones impactantes y sostenibles para los problemas ambientales de la Tierra. El duque explicó que sentía la responsabilidad de crear el premio ya que la Tierra estaba en un "punto de inflexión", y citó los trabajos de Felipe de Edimburgo, Carlos de Gales y David Attenborough como sus principales influencias. El nombre del premio está inspirado en el "Moonshot" del expresidente de Estados Unidos John F. Kennedy, término que hace referencia a cuando el expresidente se fijó la meta, en 1961, de llevar astronautas estadounidenses a la Luna antes del final de la década.
A inicios de octubre de 2020, después de 18 meses de desarrollo, el duque Guillermo y Attenborough lanzaron formalmente el premio, programado para donar £50 millones durante la próxima década. Para conmemorar el lanzamiento del premio, el duque dio una charla TED sobre el cambio climático y animó a los líderes mundiales a tomar medidas para mitigarlo. El duque y Attenborough aparecieron posteriormente en el documental de ITV A Planet For Us All (2020), en el cual detallan la importancia del trabajo medioambiental y discuten la importancia del premio.
Varios filántropos y organizaciones financiaron el proyecto, entre ellos Aga Khan Development Network, Bloomberg Philanthropies, DP World en asociación con Dubái Expo 2020, Jack Ma Foundation, Marc y Lynne Benioff, Paul G. Allen Family Foundation, el Fondo Mundial para la Naturaleza, el Movimiento Cinturón Verde, Greenpeace y Conservación International. En mayo de 2021, Hannah Jones, exdirectora de sostenibilidad de Nike, Inc., fue anunciada como directora ejecutiva del programa.
En una entrevista de la BBC News sobre el premio emitida el 14 de octubre de 2021, el duque de Cambridge explicó al noticiero sobre el aumento de la "ansiedad climática" entre las generaciones más jóvenes y sugirió que los empresarios ricos deberían estar "tratando de reparar este planeta, no tratando de encontrar el próximo lugar para ir a vivir ".

## Categorías y nominación

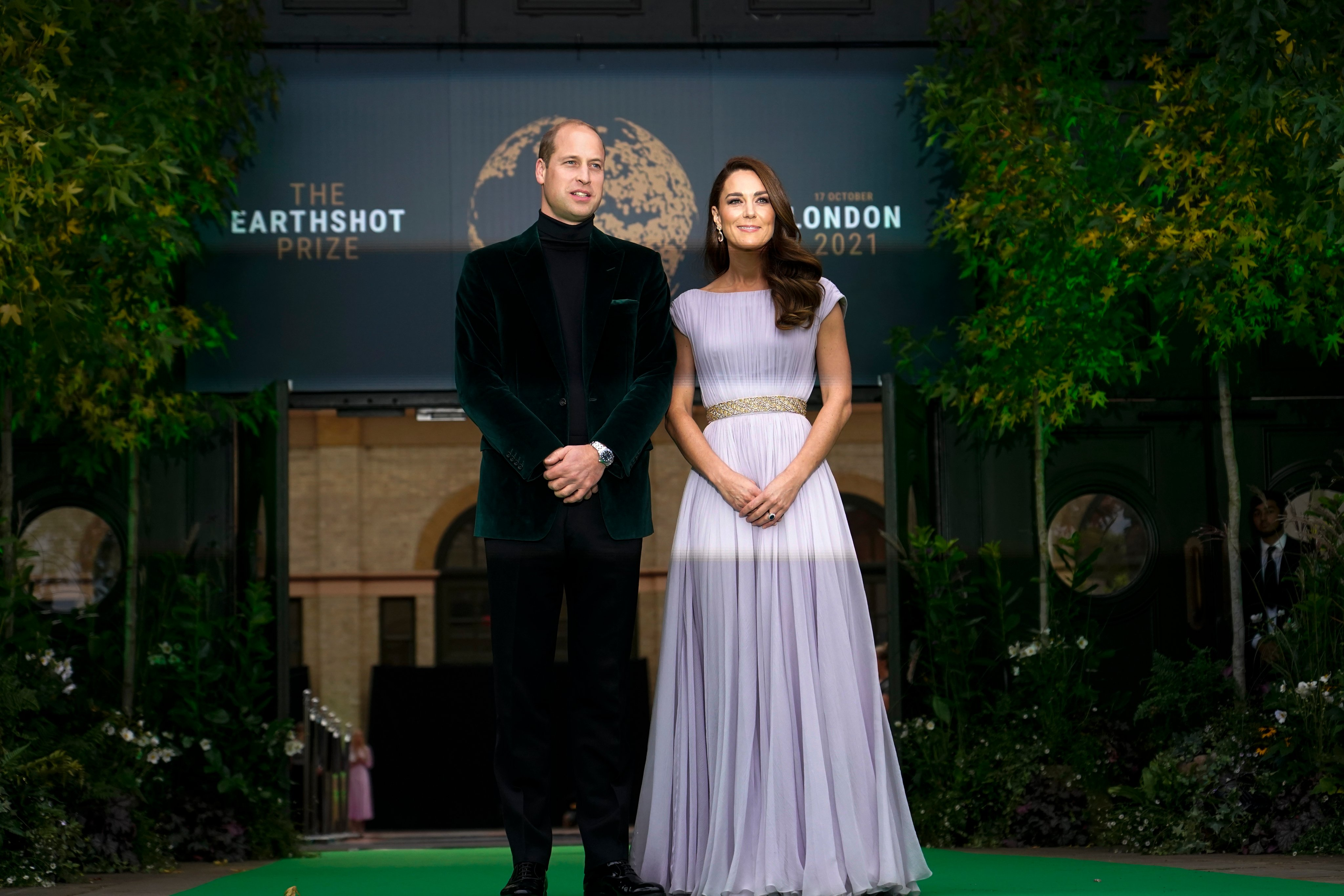
El duque y la duquesa de Cambridge en los premios inaugurales en Londres, en 2021.

Las nominaciones al premio están abiertas a cualquier individuo, equipo, organización o gobierno con soluciones viables. El Consejo del Premio Earthshot es el responsable de determinar un ganador para cada categoría cada año. Para ello, se lleva a cabo un proceso de cinco etapas. Las nominaciones se analizan mediante un proceso de evaluación independiente dirigido por Deloitte. Posteriormente, un panel de expertos hará recomendaciones al Consejo, que seleccionará a los ganadores de cada una de las cinco categorías de entre un total de quince finalistas. Los finalistas también recibirán recursos para un apoyo adaptado y conexiones con diferentes organizaciones para expandir su trabajo. Finalmente, se otorgará un premio de £1 millón anualmente, entre 2021 y 2030, a un ganador en cada una de las siguientes cinco categorías:
- proteger y restaurar la naturaleza;
- limpiar el aire;
- revivir los océanos;
- crear un mundo sin desperdicios; y
- reparar el clima

Cada una de las categorías están respaldadas por los Objetivos de Desarrollo Sostenible de la Organización de las Naciones Unidas.

### Consejo del Premio Earthshot
El Consejo del Premio Earthshot comprende embajadores globales de una amplia gama de diversos sectores dedicados a la acción positiva en el medio ambiente, e incluye a trece miembros: el duque de Cambridge, Rania de Jordania, Cate Blanchett, Christiana Figueres, Dani Alves, David Attenborough, Hindou Oumarou Ibrahim, Indra Nooyi, Jack Ma, Naoko Yamazaki, Ngozi Okonjo-Iweala, Shakira y Yao Ming. En mayo de 2021, Luisa Neubauer y Ernest Gibson fueron anunciados como nuevos miembros del Consejo. En septiembre de 2021, Michael Bloomberg fue nombrado asesor global de los ganadores del premio.

## Premio Earthshot 2021

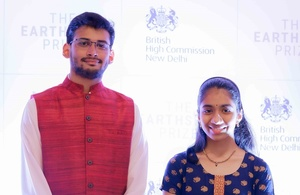
Vidyut Mohan, ganador del premio Limpiar el aire (Takachar) y Vinisha Umashankar, finalista (Vinisha Umashankar), asistiendo a la ceremonia del premio Earthshot.

Las nominaciones para la edición inaugural del premio se abrieron el 1 de noviembre de 2020. La ceremonia tuvo lugar el 17 de octubre de 2021 en el Alexandra Palace, en Londres, Inglaterra, y fue transmitida por Discovery+ y BBC One. Clara Amfo y Dermot O'Leary fueron los anfitriones del evento, mientras que los premios fueron presentados por la duquesa de Cambridge, Emma Thompson, Emma Watson, David Oyelowo y Mohamed Salah. Ed Sheeran, Coldplay, KSI, Yemi Alade y Shawn Mendes actuaron en el evento. 60 ciclistas en bicicletas proporcionaron energía para las actuaciones musicales. Ninguna de las celebridades viajó a Londres y el escenario se construyó con material no plástico. Se recomendó a todos los invitados que eligieran atuendos respetuosos con el medio ambiente.
Se anunciaron 15 finalistas el 17 de septiembre de 2021, y los ganadores se anunciaron el 17 de octubre de 2021.

### Ganadores y nominados
| Proteger y restaurar la naturaleza | Limpiar el aire |
| --- | --- |
| - La República de Costa Rica – por "un plan pionero que paga a la población local para ayudar a revivir la selva tropical". - Pole Pole Foundation, República Democrática del Congo – por "un modelo de conservación liderado por la comunidad que protege a los gorilas y los medios de vida locales". - Restor, Suiza – por "una plataforma en línea que conecta y potencia los proyectos de conservación locales".                                                                                            | - Takachar, India – por una "tecnología para crear productos rentables a partir de residuos agrícolas y detener la quema de cultivos". - The Blue Map App, China – por una "base de datos medioambiental pública que permite a los ciudadanos pedir cuentas a los contaminadores". - Vinisha Umashankar, India – por "diseñar un carrito de planchado con energía solar con el potencial de mejorar la calidad del aire en toda la India".                |
| Revivir los océanos | Crear un mundo sin desperdicios |
| - Coral Vita, Bahamas – por un "proyecto de cultivo de coral diseñado para restaurar los arrecifes de coral moribundos del mundo". - Living Seawalls, Australia – por "sus azulejos innovadores adheridos a los muros marinos que crean hábitats para que la vida marina se adhiera". - Pristine Seas, Estados Unidos – por un "programa de conservación global que protege 6,5 millones de kilómetros cuadrados de los océanos del mundo".                                                                      | - Los Food Waste Hubs de la ciudad de Milán, Italia – por una "iniciativa para toda la ciudad que ha reducido drásticamente el desperdicio al tiempo que combate el hambre". - Sanergy, Kenia – por "una solución de saneamiento que convierte los desechos humanos en productos seguros para los agricultores locales". - WOTA BOX, Japón – por "una pequeña planta de tratamiento de agua que convierte el 98% de las aguas residuales en agua limpia". |
| Reparar el clima | |
| - AEM Electrolyser, Tailandia, Alemania e Italia – por "una ingeniosa tecnología de combustible de hidrógeno limpio diseñada para transformar la forma en que se alimentan las casas y los edificios". - Reeddi Capsules, Nigeria – por "cápsulas de energía solar que hacen que la electricidad sea asequible y accesible en comunidades pobres en energía". - SOLbazaar, Bangladés – por "la primera red de intercambio de energía entre pares del mundo en un país en la primera línea del cambio climático". | |